# 因迪赛姆
因迪赛姆（法語：Hindisheim，法語發音：[indisaim]）是法国下莱茵省的一个市镇，属于塞莱斯塔-埃尔什泰因区。 

## 地理
因迪赛姆（48°28'9"N, 7°38'20"E）面积11.84 平方千米，位于法国大東部大區下莱茵省，该省份为法国大陆部分最东部的省份，是阿尔萨斯的一部分，今与上莱茵省组成了阿尔萨斯欧洲集体，其南至上莱茵省，西南接孚日省和默尔特-摩泽尔省，西接摩泽尔省，北与德国接壤。
与因迪赛姆接壤的市镇（或旧市镇、城区）包括：比绍夫赛姆、布莱赛姆、盖斯波尔赛姆、伊克特拉特赞、克罗泰尔热尔桑、利梅尔桑、利普赛姆、迈斯特拉蔡姆。
因迪赛姆的时区为UTC+01:00、UTC+02:00（夏令时）。

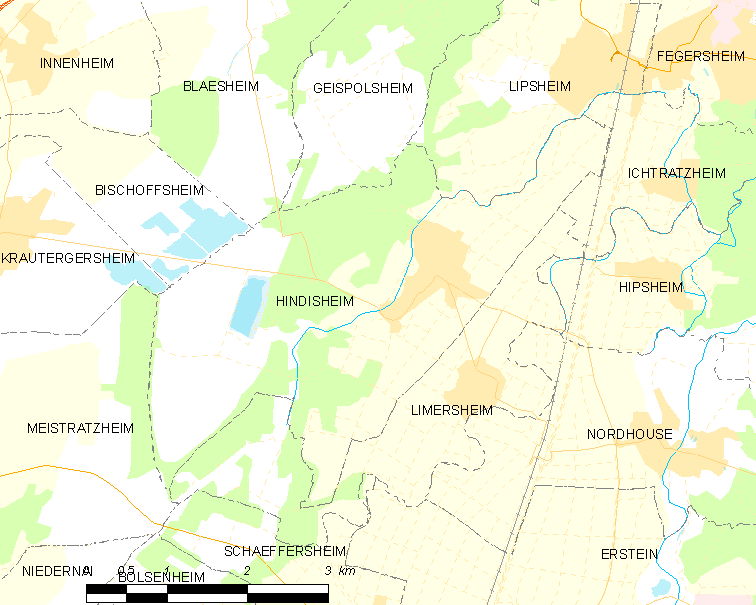
因迪赛姆的OSM定位图

## 行政
因迪赛姆的邮政编码为67150，INSEE市镇编码为67197。

## 政治
因迪赛姆所属的省级选区为埃尔什泰因区。

## 人口

1962-2008年间因迪赛姆人口变化图示

因迪赛姆于2022年1月1日时的人口数量为1552人。